# Савез за јединство Румуна
Савез за јединство Румуна (рум. Alianța pentru Unirea Românilor) је политичка странка у Румунији и Молдавији. Председник странке је Георге Симион. Подржава уједињење Румуније и Молдавије.